# Konstantin (XI.) Laskaris
Konstantin (XI.) Laskaris (Κωνσταντῖνος Λάσκαρης, * um 1170; † 19. März 1205) war 1204 bis 1205 für einige Monate Kaiser des Byzantinischen Reiches.

## Leben
Konstantin Laskaris war ein Sohn des byzantinischen Edelmannes Manuel Laskaris und der Johanna Karatzaina. 1204 war er ein maßgeblicher Anführer der Verteidiger Konstantinopels gegen die Belagerung durch die Kreuzfahrer. Als Kaiser Alexios V. die Stadt verließ, nachdem die Kreuzritter am 12. April 1204 einige Türme der Seemauer erstürmt und sich im Hafenviertel dicht hinter der Mauer festsetzt hatten, wurde Konstantin Laskaris in der Nacht zum 13. April 1204, noch vor der endgültigen Eroberung und Plünderung Konstantinopels in der Hagia Sophia zum Kaiser von Byzanz erklärt.
Da sein Versuch misslang, in Konstantinopel den Widerstand gegen die Eroberer zu organisieren, floh Konstantin Laskaris mit seinem Bruder Theodor I. Laskaris nach Nikaia. Sie versammelten dort einige emigrierte byzantinische Adlige um sich und gründeten das größte der drei byzantinischen Exilreiche, das Kaiserreich Nikaia.
Konstantin Laskaris fiel am 19. März 1205 im Kampf gegen Balduin I., den ersten Kaiser des Lateinischen Kaiserreichs von Konstantinopel. Sein Bruder Theodor wurde im selben Jahr zum Kaiser ausgerufen und im Frühjahr 1208 in Nikaia vom neuen ökumenischen Patriarchen Michael IV. Autoreianos gekrönt.
Da Konstantin Laskaris nicht offiziell gekrönt wurde, wird er von vielen Historikern nicht als byzantinischer Kaiser anerkannt. Konstantin XI. Palaiologos wird jedoch, besonders in älteren Quellen, auch als Konstantin XII. gezählt.